# Odvahu a nohy na ramena
Odvahu a nohy na ramena (v originále Courage fuyons) je francouzský hraný film z roku 1979, který režíroval Yves Robert podle vlastního scénáře. Snímek měl světovou premiéru 17. října 1979.

## Děj
Martin Belhomme je zbabělec od narození, navíc doma se zbabělost přenáší z generace na generaci. Po mládí stráveném za okupace se ožení s Mathildou, která za něj od té doby o všem rozhoduje. Mají dvě děti a on se stane lékárníkem, i když jeho vášeň je hudba. Na konci tohoto monotónního života ale přicházejí studentské nepokoje v květnu 1968 a jeho zbabělost ho paradoxně zavede daleko od rodiny na bláznivé dobrodružství s Evou, zpěvačkou v amsterdamském kabaretu. Od té doby dělá vše pro to, aby krásku svedl a v jejích očích se pasoval za dobrodruha.

## Obsazení
| Jean Rochefort         | Martin Belhomme      |
| Catherine Deneuve      | Eva                  |
| Philippe Leroy         | Chalamond            |
| Michel Beaune          | Noël                 |
| Robert Webber          | Charley              |
| Christian Charmetant   | Pierre Martin        |
| Christophe Bourseiller | Christophe           |
| Dominique Lavanant     | Mathilda             |
| Michel Aumont          | Franckie             |
| Janine Souchon         | prodavačka v lékárně |
| Georges Aubert         | kontrolor            |
| Gérard Darmon          | provokatér           |
| Michel Bonnet          | muž na ulici         |

## Ocenění
- César: nominace v kategoriích nejlepší herec (Jean Rochefort), nejlepší herec ve vedlejší roli (Michel Aumont) a nejlepší herečka ve vedlejší roli (Dominique Lavanant)